# Ferdinando Vincenzo Giovanni Ginnari
Ferdinando Vincenzo Giovanni Ginnari (Maratea, 6 marzo 1801 – ...) è stato un patriota italiano.

## Biografia
Figlio di Biase e Angela Dammiani, di idee mazziniane, nel 1831 fu accusato di aver promosso una rivolta popolare di stampo carbonaro in Castelluccio Superiore.
Fu quindi relegato a Maratea e sottoposto alla sorveglianza della locale polizia borbonica. Resosi latitante, usufruì dell'indulgenza promulgata il 19 maggio 1851.
Nel 1860, aderì al movimento insurrezionale lucano, e fondò un Comitato Insurrezionale a Castelluccio Inferiore, di cui fu anche presidente.
Divenuto capitano della locale Guardia Nazionale, il 21 ottobre 1860 partecipò alla repressione del moto legittimista scoppiato nella cittadina.
Successivamente partecipò alla lotta al Brigantaggio.